# Most nad Sawą
Most Svilaj nad Sawą – graniczny most nad rzeką Sawa łączący Bośnię i Hercegowinę z Chorwacją będący częścią połączenia chorwackiej autostrady A5 (Beli Manastir – Osijek – Svilaj) z bośniacko-hercegowińską autostradą A1 (Odžak – Zenica – Sarajewo – Mostar).

## Charakterystyka
Budowa rozpoczęła się w 2016 roku. Jego długość wynosi 640 m, a szerokość 29 m. Składa się z dwu jezdni, każdej po trzy pasy ruchu. Dostęp do niego umożliwiają węzły: Svilaj po stronie bośniackiej i Zoljani po stronie chorwackiej. Most został ukończony w 2020, lecz by udostępnić go do ruchu, Bośnia i Hercegowina musi zakończyć prace na swoim odcinku od mostu do przejścia granicznego.
Budowę mostu sfinansowały po połowie Chorwacja oraz Bośnia i Hercegowina. Chorwacki wkład finansowy w inwestycję został wsparty środkami Unii Europejskiej, które stanowią 58% jego całości w ramach projektu „Łącząc Europę” udzielił z kolei kredytu na budowę w wysokości 20 milionów euro. Za realizację odpowiadało przedsiębiorstwo Autoceste FBiH d.o.o. Mostar.